# Tony Binder

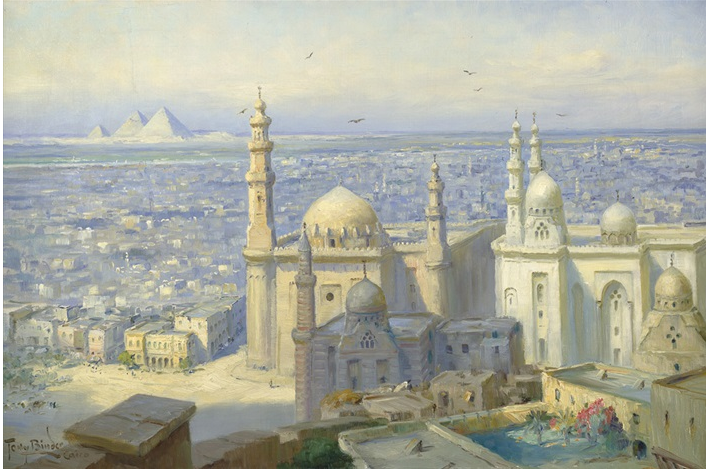
Blick über Kairo

Tony Binder (* 25. Oktober 1868 in Wien; † 18. Januar 1944 in Nördlingen oder München) war ein Orientmaler und Illustrator aus Österreich.

## Leben und Werke

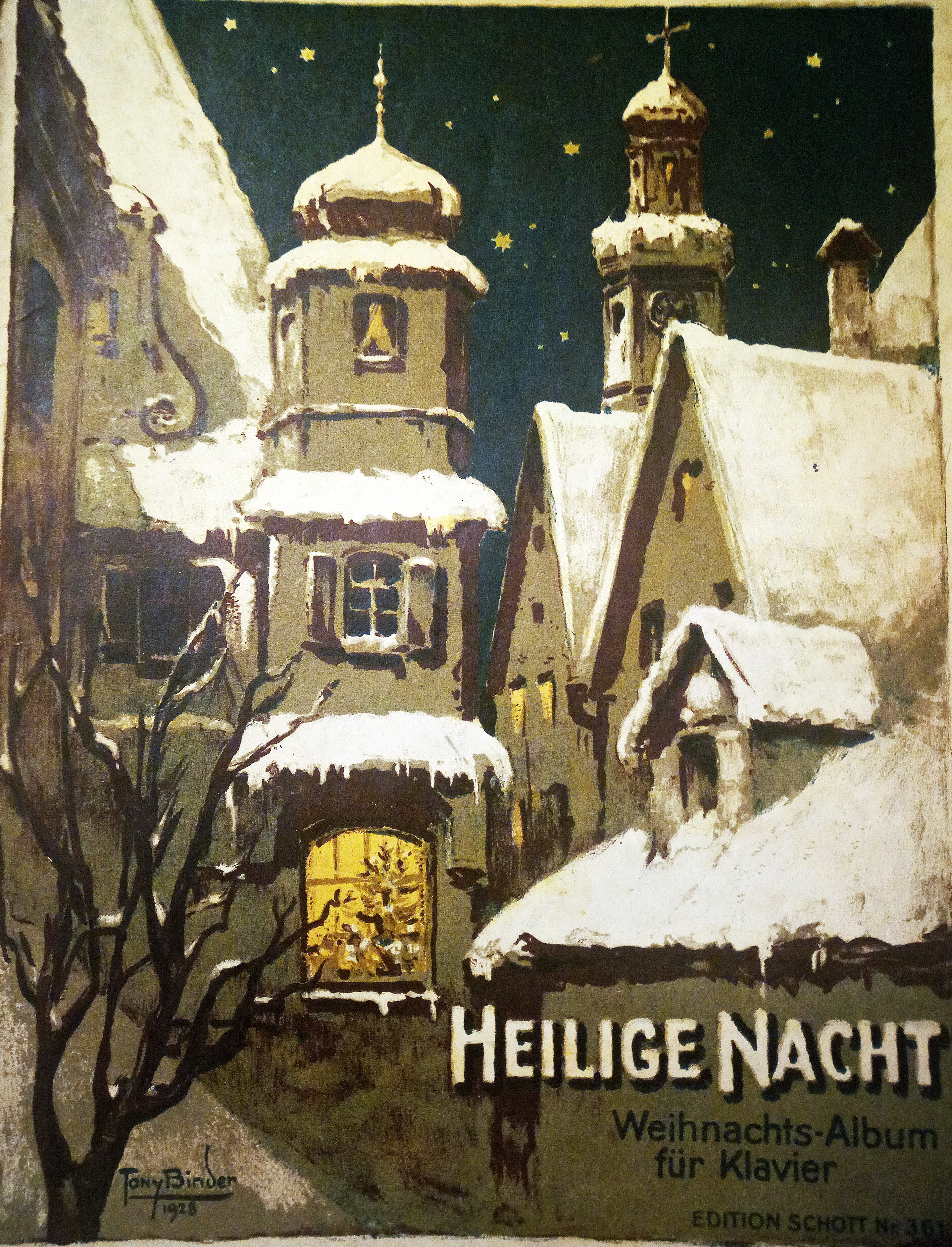
Signiertes Titelblatt eines Klavier-Albums, 1928

Tony Binder wurde als uneheliches Kind geboren und am 27. Oktober 1868 katholisch getauft. Über seine künstlerische Laufbahn kursieren verschiedene Angaben. 
Laut arcadija.com absolvierte er eine konventionelle Ausbildung, studierte in Wien und München und stellte mehrmals im Glaspalast aus. Er war, so diese Quelle, mit Camille Boiry befreundet. 1890 trat er eine Reise nach Oberägypten an und ließ sich in der Nähe von Kairo nieder; 1894 lebte er in Istanbul, später wieder in Kairo und Alexandria. Aus dem Jahr 1922 stammen etliche Gemälde Binders, die Münchner Motive zeigen, so den Monopteros und das Restaurantgebäude am chinesischen Turm im Englischen Garten.
Die biographischen Angaben auf askart.com stimmen mit diesen Ausführungen weitgehend überein: Auch hier werden der Kontakt mit Camille Boiry  und die Reise nach Oberägypten erwähnt, außerdem aber mehrere Reisen nach Italien, ein Aufenthalt in Griechenland um 1905/06 und eine Frankreichreise 1911 sowie Aufenthalte in München und Wien, wo der Künstler sich mit Mary Reiser verheiratet haben soll.
Torben Gülstorff hingegen bezeichnet Binder als Autodidakten. Er sei 1890 zum ersten Mal nach Kairo gekommen, habe ab 1899 als Fotograf in Alexandria gelebt und ab 1900 auch gemalt. 1906 habe er sein Fotoatelier aufgegeben und ganz von der Malerei gelebt; seine Vorbilder seien Ferenc Eisenhut und Charles Wilda gewesen. Etwa von 1912 bis zum Ausbruch des Ersten Weltkrieges war Binder laut Gülstorff Hoffotograf und Hofmaler des Khediven Abbas Hilmi II. und in der Zeit des Ägypten-Booms in den 1920er- und 1930er-Jahren hielt er sich, so Gülstorff, häufig in Ägypten und vorzugsweise in der Gegend von Luxor auf und wurde zum Touristenkünstler. Einige seiner Gemälde wurden als Ansichtskarten abgedruckt. 

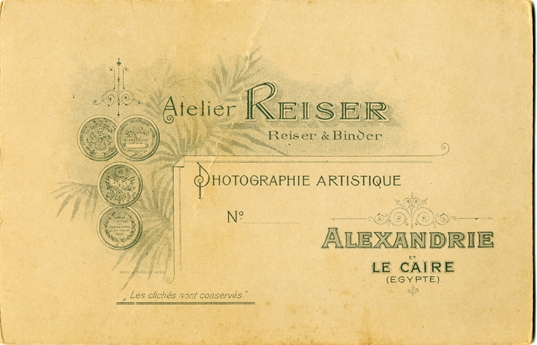
Revers einer Fotografie im Visitformat des Fotoateliers von Andreas D. Reiser und Anton Binder in Alexandria und Kairo

Wiederum etwas anders wird sein Lebenslauf im Orient-Katalog der Salzburger Residenzgalerie dargestellt. Er habe 1890 einen älteren Bruder in Kairo besucht, sei dann Assistent im Fotostudio Reiser in Alexandria und 1899 Teilhaber geworden. Er habe vornehmlich Freiluftaufnahmen gemacht und sei auf diese Weise in Ägypten herumgekommen. Erst nach der Schließung des Studios habe er sich der Malerei gewidmet, ab Februar 1914 habe er im Winter Palace seine Bilder an Touristen verkauft. 1914 sei er dann aber in England interniert worden.
Die Dachauer Gemäldegalerie, die mehrere Werke Binders besitzt und seine Freundschaft mit Eugen Osswald hervorhebt, gibt genaue Lebensdaten Binders an, der ab 1922 in Dachau gelebt habe. Im Gegensatz zu zahlreichen online verfügbaren Quellen, die Nördlingen nennen, ist hier als Sterbeort Binders München verzeichnet.
Anlässlich seines 70. Geburtstags erhielt der Künstler die Goethe-Medaille für Kunst und Wissenschaft. Im Jahr zuvor hatte er bereits im Zuge einer Ausstellung im Salzburger Künstlerhaus die Medaille der Stadt Salzburg erhalten.

## Tony Binder als Illustrator

### Das Badrutt-Gästebuch

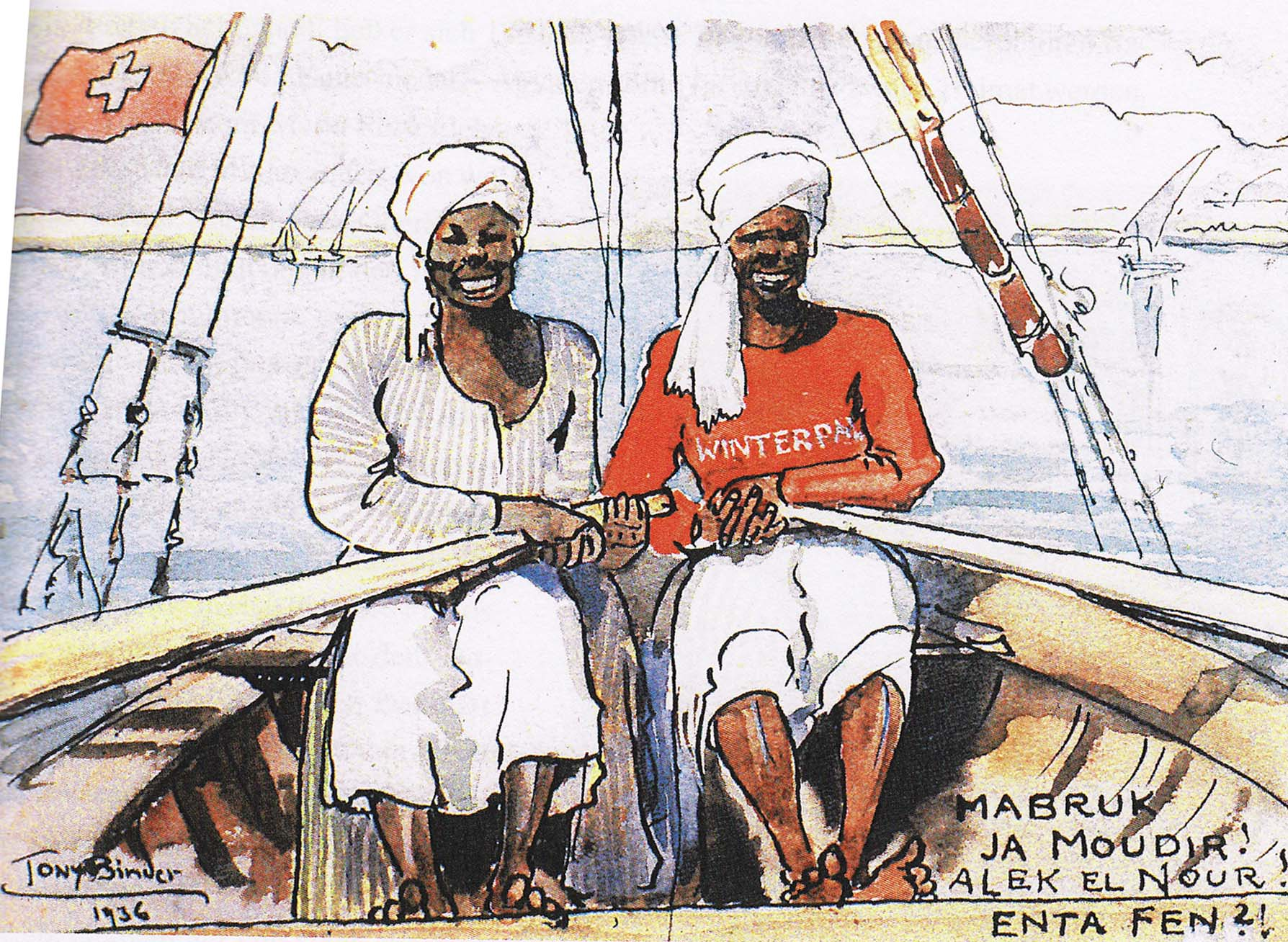
Eine Karte, die Binder für das Hotel Winter Palace schuf

Tony Binder schuf mehrere Zeichnungen für das Gästebuch des Hoteliers Anton R. Badrutt, der von 1920 bis 1935 das Hotel Winter Palace in Luxor managte. Dieses Buch, in Pergament und Leder gebunden, enthält auf dem Vorsatzblatt eine Zeichnung Binders, die Tutanchamun darstellt. Weitere Zeichnungen Binders in dem Gästebuch zeigen die Hotelgäste Howard Carter und George Bernard Shaw.
Badrutts Gästebuch umfasst etwa die Jahre 1922 bis 1950, der Schwerpunkt scheint aber auf den 1920er- und 1930er-Jahren zu liegen. In diese Zeit fielen die Entdeckung des Grabes Tutanchamuns und die daran anschließenden Ausgrabungen. Im Winter Palace stiegen in diesen Jahren zahlreiche Prominente ab, die sich in dem Gästebuch verewigten. Das Gästebuch befand sich später im Besitz von Badrutts Tochter Carmen Heusser und wurde 1991 von André Wiese bei den Vorbereitungen zu einer Ausstellung wiederentdeckt. Er publizierte 1998 einen Aufsatz über das Gästebuch, das verschwand, als die an Demenz leidende Carmen Heusser in ein Seniorenheim umzog, und später im Antiquariatshandel wieder auftauchte. Auf der 23. Antiquariatsmesse in Zürich im Februar 2018 stand das Gästebuch erneut zum Verkauf.

### Gedruckte Illustrationen
Binder illustrierte ein Werk des Archäologen Karl Maria Kaufmann. Ausgraber, Mumienjäger und tote Städte. Von der Romantik der Forschung im Orient auf Grund eigener Erlebnisse. Mit 28 Textillustrationen von Tony Binder erschien 1928 bei Scherl in Berlin.